# Mikoyan-Gourevitch MiG-6
Le Mikoyan-Gourevitch MiG-6 est un modèle d'avion d'attaque au sol soviétique de la Seconde Guerre mondiale.
En fondant leur OKB, Artem Mikoyan et Mikhaïl Gourevitch utilisent deux concepts de leur précédent employeur Polikarpov. L'un d'eux deviendra finalement le MiG-1. L'autre sera nommé projet 65. Ils travaillent sur ce projet qui donnera le TSch(Tjaschely Schturmowik), compétiteur direct de l'Iliouchine Il-2. Mais seuls les croquis et la documentation seront menés à bout.
Un développement parallèle est fait par Soukhoï, qui donnera plus tard le Soukhoï Su-6.

## Sources
- (en) Cet article est partiellement ou en totalité issu de l’article de Wikipédia en anglais intitulé « Mikoyan-Gurevich MiG-6 » (voir la liste des auteurs).